# Рейнджлі (Колорадо)
Рейнджлі (англ. Rangely) — місто (англ. town) в США, в окрузі Ріо-Бланко штату Колорадо. Населення — 2299 осіб (2020).

## Географія
Рейнджлі розташоване за координатами 40°5′43″ пн. ш. 108°45′24″ зх. д. / 40.09528° пн. ш. 108.75667° зх. д. (40.095177, -108.756740).  За даними Бюро перепису населення США в 2010 році місто мало площу 10,75 км², уся площа — суходіл.

### Клімат
| Клімат : Рейнджлі                     | Клімат : Рейнджлі | Клімат : Рейнджлі | Клімат : Рейнджлі | Клімат : Рейнджлі | Клімат : Рейнджлі | Клімат : Рейнджлі | Клімат : Рейнджлі | Клімат : Рейнджлі | Клімат : Рейнджлі | Клімат : Рейнджлі | Клімат : Рейнджлі | Клімат : Рейнджлі | Клімат : Рейнджлі |
| Показник                              | Січ.              | Лют.              | Бер.              | Квіт.             | Трав.             | Черв.             | Лип.              | Серп.             | Вер.              | Жовт.             | Лист.             | Груд.             | Рік               |
| Абсолютний максимум, °C               | 13,9              | 19,4              | 25,6              | 30,0              | 35,0              | 42,2              | 40,0              | 39,4              | 36,7              | 30,6              | 23,3              | 15,6              | 42,2              |
| Середній максимум, °C                 | 0,0               | 3,8               | 11,6              | 17,1              | 22,7              | 29,1              | 33,1              | 31,6              | 26,2              | 18,5              | 8,6               | 0,6               | 16,7              |
| Середня температура, °C               | −7,2              | −3,4              | 4,1               | 8,8               | 14,2              | 19,7              | 23,6              | 22,3              | 16,9              | 9,7               | 1,4               | −6,2              | 8,5               |
| Середній мінімум, °C                  | −14,7             | −10,8             | −3,6              | 0,7               | 5,6               | 10,4              | 14,2              | 13,1              | 7,6               | 0,9               | −5,7              | −12,9             | 0,2               |
| Абсолютний мінімум, °C                | −38,3             | −35,6             | −27,2             | −21,1             | −13,3             | −1,1              | 3,9               | −4,4              | −5,6              | −17,2             | −26,1             | −33,9             | −38,3             |
| Норма опадів, мм                      | 13                | 14                | 23                | 28                | 29                | 23                | 20                | 24                | 36                | 35                | 22                | 15                | 268               |
| Днів з опадами                        | 5                 | 5                 | 6                 | 7                 | 7                 | 5                 | 5                 | 7                 | 7                 | 6                 | 5                 | 5                 | 68                |
| ------------------------------------- | ----------------- | ----------------- | ----------------- | ----------------- | ----------------- | ----------------- | ----------------- | ----------------- | ----------------- | ----------------- | ----------------- | ----------------- | ----------------- |
| Джерело: NOAA (extremes 1938–present) |                   |                   |                   |                   |                   |                   |                   |                   |                   |                   |                   |                   |                   |

## Демографія
Згідно з переписом 2010 року, у місті мешкало 2365 осіб у 885 домогосподарствах у складі 588 родин. Густота населення становила 220 осіб/км².  Було 1013 помешкання (94/км²).
Расовий склад населення:
| - 90,9 % — білих - 1,6 % — чорних або афроамериканців - 1,1 % — корінних американців - 0,4 % — азіатів - 3,3 % — осіб інших рас |

До двох чи більше рас належало 2,6 %. Частка іспаномовних становила 10,7 % від усіх жителів.
За віковим діапазоном населення розподілялося таким чином: 23,2 % — особи молодші 18 років, 67,5 % — особи у віці 18—64 років, 9,3 % — особи у віці 65 років та старші. Медіана віку мешканця становила 31,3 року. На 100 осіб жіночої статі у місті припадало 104,2 чоловіків;  на 100 жінок у віці від 18 років та старших — 104,7 чоловіків також старших 18 років.
Середній дохід на одне домашнє господарство  становив 73 006 доларів США (медіана — 68 750), а середній дохід на одну сім'ю — 89 189 доларів (медіана — 79 971). За межею бідності перебувало 10,0 % осіб, у тому числі 10,0 % дітей у віці до 18 років та 8,8 % осіб у віці 65 років та старших.
Цивільне працевлаштоване населення становило 1157 осіб. Основні галузі зайнятості: освіта, охорона здоров'я та соціальна допомога — 27,1 %, сільське господарство, лісництво, риболовля — 23,0 %, мистецтво, розваги та відпочинок — 12,4 %, транспорт — 9,6 %.